# Lê Hữu Song
Lê Hữu Song (sinh năm 1970), là Giáo sư, Tiến sĩ, tướng lĩnh Quân đội nhân dân Việt Nam, quân hàm Thiếu tướng. Ông hiện giữ chức vụ Phó Bí thư Đảng ủy, Giám đốc Bệnh viện Trung ương Quân đội 108..

## Lịch sử thụ phong quân hàm
| Năm thụ phong | 2023        |
| ------------- | ----------- |
| Cấp bậc       |             |
| Danh Xưng     | Thiếu tướng |